# Rorippa calycina
Rorippa calycina är en korsblommig växtart som först beskrevs av Georg George Engelmann, och fick sitt nu gällande namn av Per Axel Rydberg. Rorippa calycina ingår i släktet fränen, och familjen korsblommiga växter. Inga underarter finns listade i Catalogue of Life.